# Wojskowe koleje linowe w czasie I wojny światowej

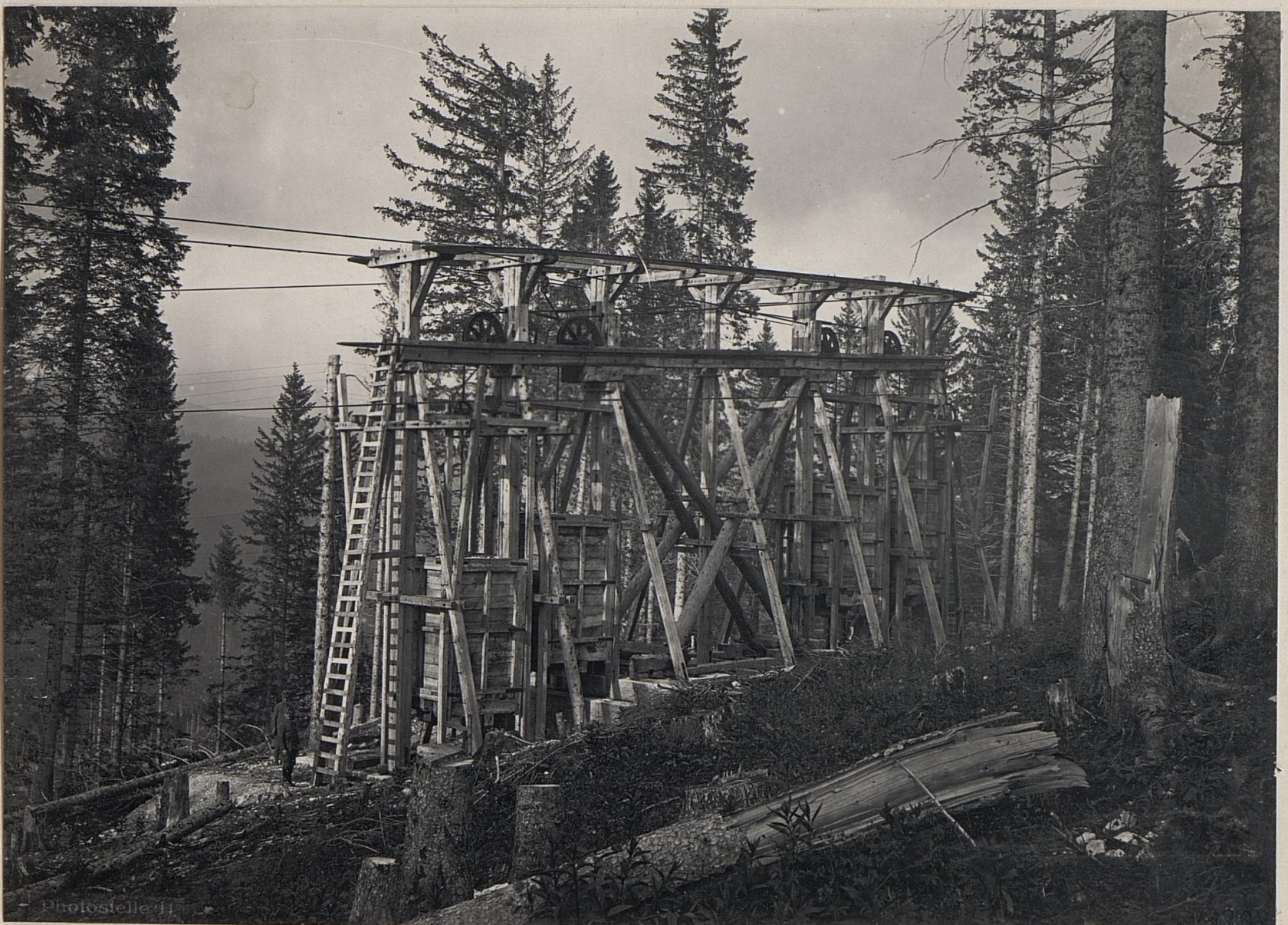
Urządzenie napinające kolej linową zbudowane przez żołnierzy austro-węgierskich niedaleko Asiago

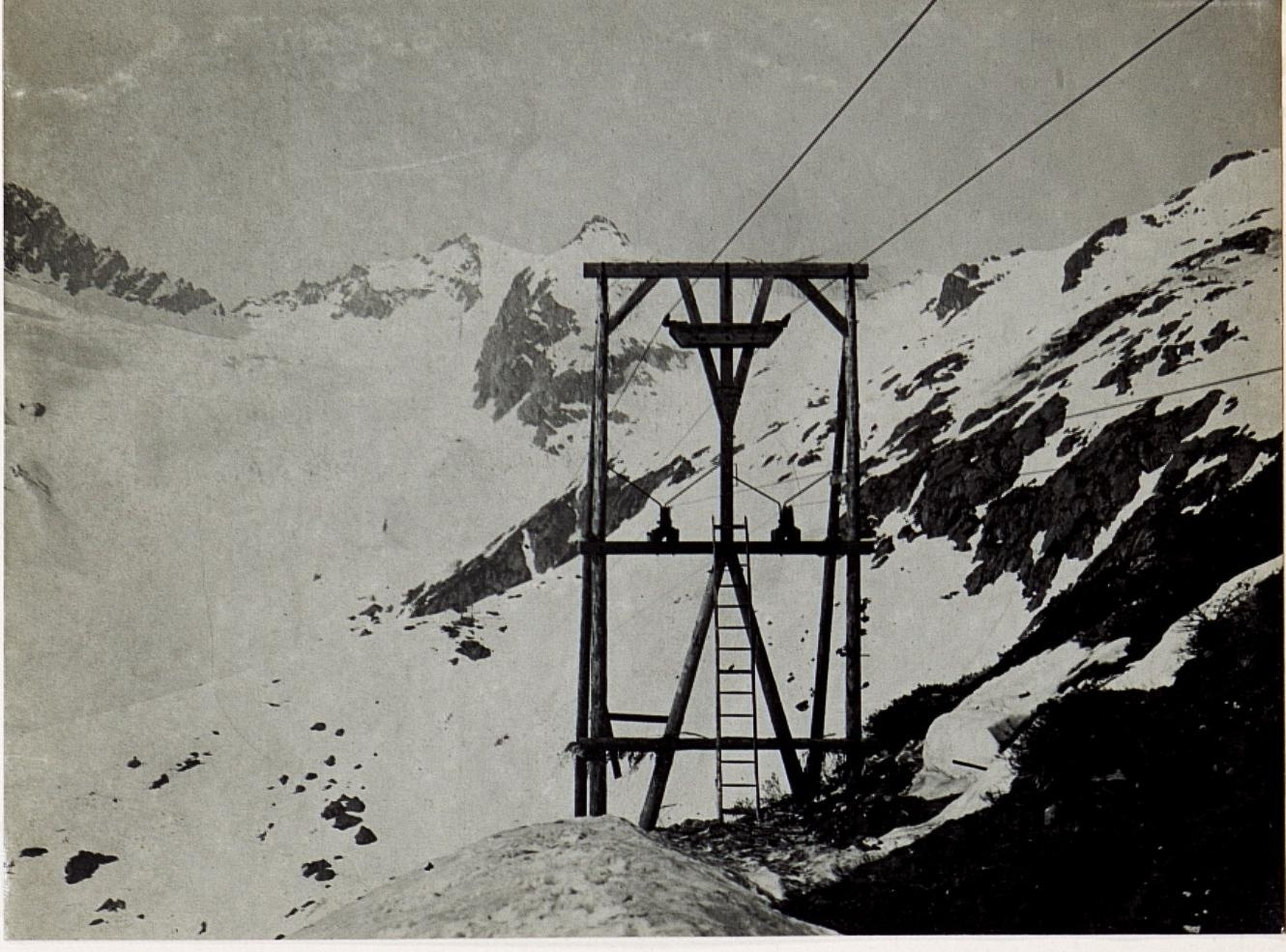
Austro-węgierska kolej linowa na szczycie Cima Presanella

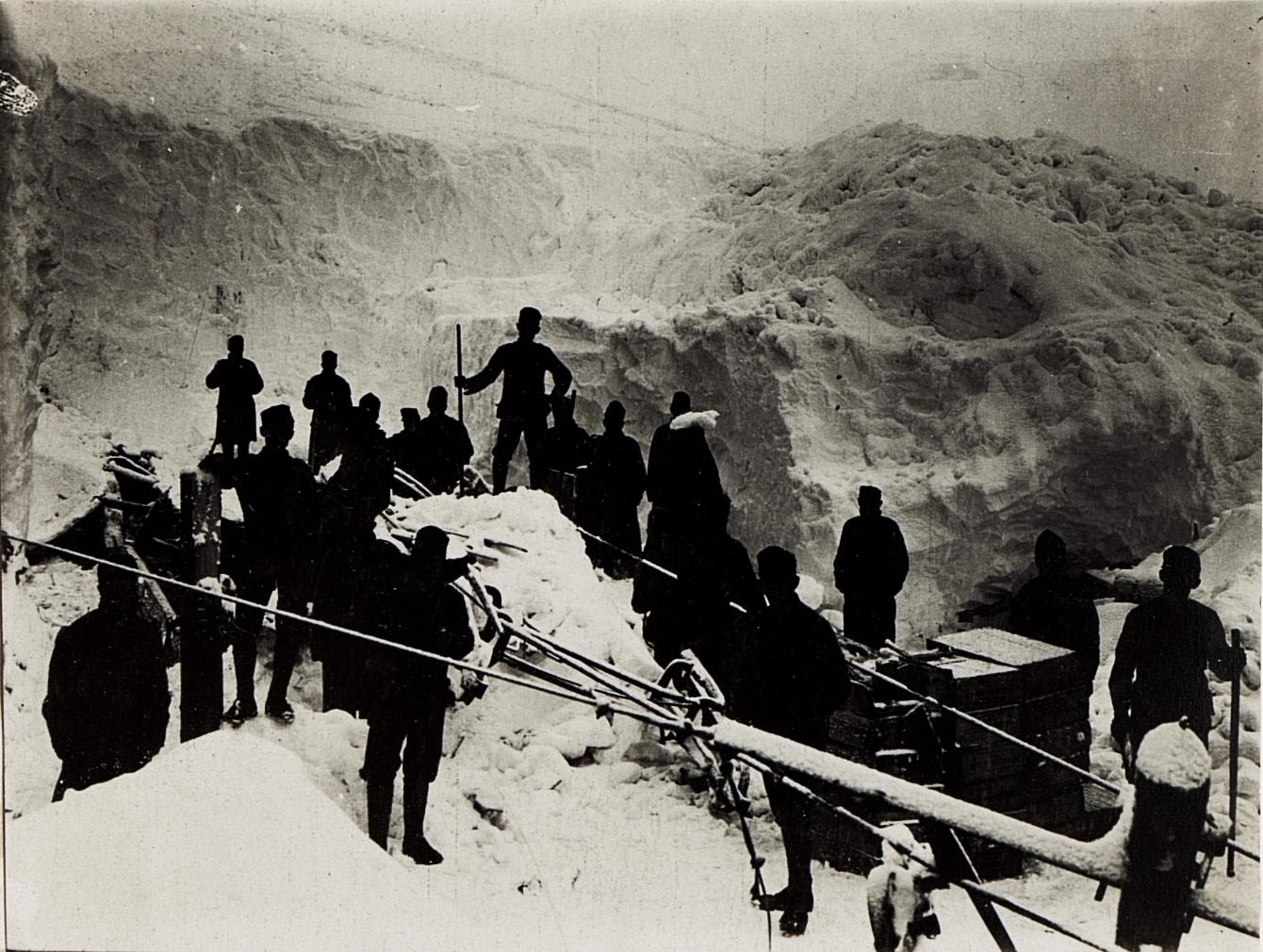
Kolej linowa zasypana przez lawinę w wąwozie Ceremana

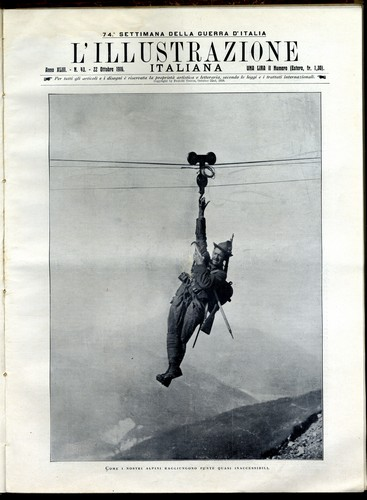
Włoski żołnierz korzystający z kolei linowej

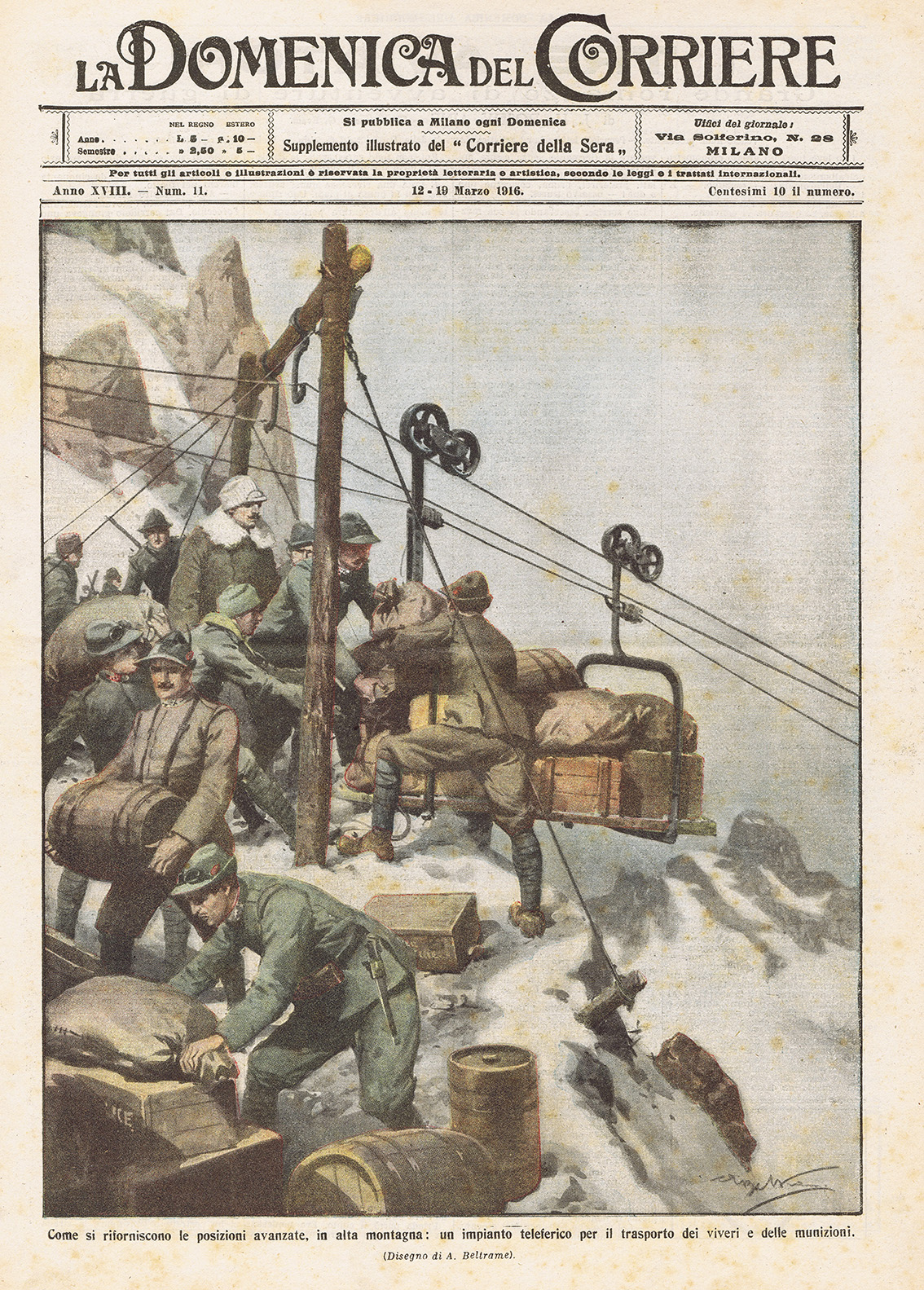
Dostarczanie zaopatrzenia włoskim żołnierzom za pomocą kolei linowej

Wojskowe koleje linowe w czasie I wojny światowej – koleje linowe używane w I wojnie światowej przez Włochy i Austro-Węgry do transportu zaopatrzenia dla swoich wojsk w górskich sektorach frontu.
Podczas tak zwanej „Białej Wojny”, jednostki wojskowe często znajdowały się na pozycjach wysokogórskich, które były daleko od dróg, ścieżek dla mułów lub istniejących kolei linowych. Ponadto, tam gdzie taka infrastruktura istniała, zazwyczaj podążała najłatwiejszymi trasami i dlatego narażona była na ogień wroga. Zapewnienie wojskom na linii frontu niezawodnego zaopatrzenia w żywność i amunicję wymagało zatem często budowy nowej infrastruktury.

## Budowa sieci
Koleje linowe musiały być budowane tam, gdzie były potrzebne, niezależnie od tego, jak trudny mógł być teren pod ich budowę. Oprócz pokonywania stromych, nieprzejezdnych zboczy, wojska inżynieryjne, które je budowały, musiały sobie radzić z osuwiskami i lawinami, a czasem pracowały pod ostrzałem wroga. Wymagania techniczne nowych kolei linowych były czasami ekstremalne. Na przykład austriackie koleje linowe musiały przekraczać duże lodowce w sektorach Ortler i Adamello, co wymagało przęseł, których nigdy wcześniej nie stosowano.
Koleje linowe były ostatnim etapem złożonej sztafety transportowej. Najpierw, po stronie austriackiej, jak najbliżej frontu, budowano koleje polowe (Heeresfeldbahnen). Dalej transport odbywał się początkowo za pomocą zwierząt jucznych lub tragarzy, ale zarówno zwierzęta, jak i ludzie potrzebowali dużych zapasów żywności i nie mogli kontynuować pracy w środku zimy. Kiedy stało się jasne, że wojna potrwa co najmniej do zimy 1915 roku, koleje linowe były jedynym rozwiązaniem, na które mogły liczyć walczące ze sobą armie.

## Koleje linowe Austro-Węgier
Pierwsze doświadczenia Austro-Węgier z nowoczesną wojną w górskim otoczeniu miały miejsce podczas okupacji Bośni i Hercegowiny w 1878 roku. To właśnie tam po raz pierwszy doceniono znaczenie infrastruktury, takiej jak koleje linowe, a rząd rozpoczął przygotowania do transportu towarów, a nawet żołnierzy tą drogą w przyszłych konfliktach. Już przed wybuchem I wojny światowej istniała specjalistyczna jednostka kolei linowych w ramach Pułku Kolejowego.
Gdy Włochy wypowiedziały Austro-Węgrom wojnę w maju 1915 roku, „formacje kolei linowych” (Seilbahn-formationen) zostały pośpiesznie utworzone z ludzi z kompanii o odpowiedniej wiedzy technicznej i innych żołnierzy. Obejmowały one dużą liczbę strzelców, którzy znali lokalny teren i byli zaznajomieni z miejscową infrastrukturą. Formacje, wkrótce przemianowane na „kompanie kolei linowych”, zostały powiązane z austro-węgierskim Pułkiem Kolejowym.
Na froncie pod Isonzo austriackie koleje linowe mogły mieć rozpiętość do 2 kilometrów. Pod koniec wojny istniało 1735 kilometrów kolei linowych obsługiwanych przez 6665 żołnierzy. Dwie największe rozpiętości prowadziły z Bohinji do Vrh nad Peski (obok góry Krn/Monte Nero) i z Kranjskiej Gory przez przełęcz Vršič do Trenty. Każdego dnia tymi dwoma kolejami linowymi transportowano kilkaset ton ładunku. Obie te koleje linowe, a także drogi wojskowe i inna infrastruktura wojenna, zostały zbudowane przy użyciu rosyjskich jeńców wojennych w tak ekstremalnych warunkach, że od 8 do 10 tysięcy z nich zmarło z zimna, głodu i wyczerpania. Kolejnych piętnaście mniejszych kolei linowych w tym rejonie przewoziło około 4 ton dziennie. Po drugiej stronie Isonzo Włosi mieli osiemnaście kolei linowych.

## Austriacka technologia
Małe ręczne podnośniki mogły być ciągnięte przez samych żołnierzy na długości od 1 do 1,5 kilometra, podnosząc do 100 kilogramów na wagonik. Ponadto na niektórych odcinkach stosowano tak zwane koleje linowe hamulcowe. Nie miały napędu i mogły być używane tylko do transportu w dół. Wagoniki zjeżdżały pod wpływem grawitacji, a ruch kontrolowany był przez hamulec linowy.
Cięższe ładunki wymagały mechanizacji, a armia budowała koleje linowe o rozpiętości do 2,5 kilometra, a także wyciągi linowe o rozpiętości 1,5 kilometra między stacjami. Technologia ta pochodziła od uznanych niemieckich firm, w tym Adolf Bleichert & Co. i Gesellschaft für Förderanlagen Ernst Heckel. Silniki te, napędzane benzyną, ropą naftową, elektrycznością lub parą, miały moc 25 koni mechanicznych. Największa niepodparta rozpiętość wynosiła 500 metrów. Dzięki wagonikom poruszającym się na jednej linie mechanizmy te mogły przewozić 200–300 ton materiału w ciągu 24 godzin. Wykorzystywano również modele austriackie firm Hinterschweiger, Waagner-Biro, Zuegg, Köllensperger i Rüsch – Ganahl. Przy mniejszej mocy 8–14 koni mechanicznych były napędzane benzyną, ropą naftową lub silnikami elektrycznymi.
W przypadku małych ładunków, na wyciągach jednolinowych, w wysokich górach można było transportować do 40 ton dziennie. Jednotorowe wagoniki linowe mogły przewozić do 100 ton, a na odcinkach o zwiększonym zapotrzebowaniu na materiały, dwukierunkowe liny pozwalały na dzienną przepustowość do 500 ton.

## Włoskie koleje linowe
Włochy zaczęły rozwijać koleje linowe później niż Austro-Węgry. Każdego dnia brygada alpejska potrzebowała około 200 ton zaopatrzenia – żywności, sprzętu, odzieży i amunicji. W 1915 roku wszystko to było dowożone na linię frontu przez muły, osły, cywilów zmuszonych do służby lub jeńców wojennych. W trudnych warunkach w górach pokonanie jednego kilometra mogło zająć ponad godzinę, a zarówno tragarze, jak i zwierzęta juczne potrzebowały zaopatrzenia, a także odpoczynku. Pojedyncza kolej linowa mogła działać przez 20 godzin dziennie z kilkoma setkami ludzi i niezawodnie dostarczać 6 tysięcy kwintali zaopatrzenia. Bez kolei linowej potrzeba by 400 ciężarówek z tysiącem kierowców lub 1500 wozów z dwoma tysiącami żołnierzy i trzema tysiącami zwierząt jucznych, aby osiągnąć to samo.
W 1916 roku włoskie Naczelne Dowództwo podjęło decyzję o konieczności stworzenia nowej, bardziej wydajnej infrastruktury transportowej. Latem 1916 roku utworzono pierwszy pluton kolei linowych, a do końca roku utworzono kolejnych dwanaście i przydzielono je do większych jednostek na froncie. Do października 1917 roku włoska armia zbudowała 564 koleje linowe o łącznej długości 614,315 metrów. W ciągu trzech lat konfliktu włoska armia zbudowała 2170 instalacji kolei linowych o łącznej długości 2300 kilometrów, transportując 3800 ton materiału na godzinę.
Trzy firmy dostarczyły większość maszyn do włoskich kolei linowych: Ceretti & Tanfani z Leinì, Badoni, Bellani, Benazzoli z Lecco oraz Luigi Spadaccini z Mediolanu. Koleje linowe były trzech typów: trójlinowe, „pojedyncza lina ruchoma” i „pojedyncza lina stała”. Przewoziły wagoniki, które mogły przenosić od 50 kilogramów do 20 kwintali. Systemy zostały zaprojektowane tak, aby można je było szybko budować i demontować, wykorzystując głównie standardowe części. Zazwyczaj potrzebne były 72 godziny, aby postawić stacje kolei linowej, zamontować kozły, rozwinąć linę i ręcznie podnieść ją na kozły.